# 李桂顺
李桂顺（1914年11月15日—1938年1月），女，朝鲜族，东北抗日联军烈士，中共和龙县委书记金日焕的妻子。

## 生平
1914年11月15日，李桂顺出生于满洲吉林省和龙县德新社（今龙井市德新乡）金谷村的一个农民家庭。1928年，她进入金谷村一家反日爱国私立小学读书，并开始参加反日宣传活动:450。1929年5月，在吉林师范学校读书的哥哥李之春，因参加反日运动被学校开除，回到家乡和金日焕举办夜校宣传革命思想。她经常去听课。不久，她加入了共青团，成为一名交通员:212:143:236。1931年九一八事变后，她带领金谷村共青团抗日宣传队跋山涉水宣传抗日救国思想，被赞为“飞行宣传队”。此后，她被派任药水洞平岗区委妇女主任:133:237。
1932年夏，药水洞根据地遭到日军讨伐队破坏。中共平岗区委也转移至渔浪村根据地，但李桂顺的哥哥时任共青团平岗区委书记李之春等人在9月25日被捕后遭杀害。1933年初，李桂顺与时任和龙县委组织部长金日焕结为伉俪。同年3月，金日焕担任和龙县委书记后，她改任县委秘书，婆婆任通讯员。不久，李桂顺奉命潜伏在龙井日本总领事馆附近的冷面馆从事地下工作，为渔浪村根据地提供情报，秘密宣传抗日救国。1933年5月，李桂顺加入中国共产党 :452-454。
1933年11月，李桂顺随金日焕前往车厂子做地下工作。次年11月，金日焕因民生团事件被错杀。当时李桂顺已怀胎6个月，后于1935年2月生下一女，取名“贞子”。同年10月，日军大规模讨伐车厂子根据地，李桂顺和婆婆被转移至密林，后加入了一支游击小分队。1936年秋，小分队被编入抗联二军六师八团。不久二军政委魏拯民接见了李桂顺和她的婆婆，告知反民生团斗争已被叫停，称金日焕死得冤枉。在魏拯民的动员下，她的婆婆带着贞子去往亲戚家，以便让李桂顺轻装上阵。:455-458
此后，李桂顺随部队前往长白县扩大游击区。她先后参加了大德水、小德水、半截沟、二道岗等战斗。在半截沟战斗中，她因首先发现并击毙从侧翼冲过来的日军指导官，而得到团部的表扬。1936年冬，她因脚部冻伤被安排到长白县黑瞎子沟密营医院休养，期间遇到腿部负伤的八团战友南昌洙。两人在养伤期间一起照顾护理其它伤病员，后结为革命夫妻。:135-137:239-240
1937年春，南昌洙伤愈归队。李桂顺前往师部做后勤工作。同年秋，李桂顺因怀孕回到黑瞎子沟密营医院从事护理工作。由于日军开始集团部落政策，密营医院陷入断粮的状况。同年12月初，李桂顺与司务长老王冒险外出筹来一些粮。同年12月底，由于叛徒的告密（一说是他们在雪地留下的脚印被发现），日军讨伐队突袭了密营医院。由于敌众我寡，李桂顺等人被捕，被关押在长白县警察署监狱。:459-461:149-151:137-139
在狱中，身怀六甲的李桂顺遭到各种酷刑，但她始终回答“不知道”。1937年12月23日，她在狱中生下一男婴。此后，警察署石坂署长以孩子为诱饵劝她投降。在考虑期，她通过好心的监狱看守将孩子送人抚养。同年12月26日，正在赶集的老百姓被驱赶到一所小学的广场上。李桂顺被安排宣读事先写好的“归顺书”。她从容走上讲台，却撕碎了讲稿，向群众高声宣讲抗日救国。1938年1月初，李桂顺在长白县梨树沟被枪杀，遗体被扔进峡谷。附近村民后冒险将她安葬。:461-463:139-141

## 家庭
- 第一任丈夫：金日焕

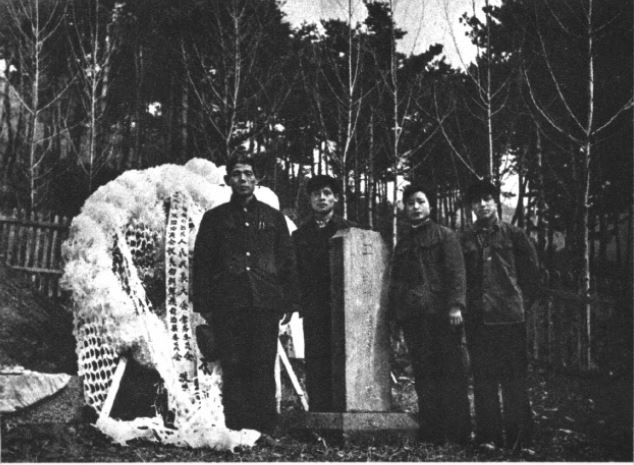
南中日和子女在李桂顺墓前

  - 女儿金贞子：随祖母回朝鲜，后成为朝鲜劳动党中央党史研究所副所长，改名“金贞任”[1]:463-464
- 第二任丈夫：南昌洙 
  - 儿子南中日：先后由范喜序和刘云秀两个家庭收养，解放后得以上学读书，曾获“模范团员”称号，1957年8月与四叔南东洙相认，后成为抚松县邮电局党委书记。[1]:463

## 纪念
- 1972年，长白朝鲜族自治县政府将李桂顺遗骨移葬到塔山脚下，并建墓碑。[1]:464
- 1989年5月，李桂顺遗骨应朝鲜政府请求被移葬于平壤大城山革命烈士陵。金日成、吉林省和长白县政府，李桂顺在朝家属献了花圈。[1]:464